# Жатоба-ду-Пиауи

Жатоба-ду-Пиауи на карте штата.

Жатоба-ду-Пиауи (порт. Jatobá do Piauí) — муниципалитет в Бразилии, входит в штат Пиауи. Составная часть мезорегиона Северо-центральная часть штата Пиауи. Входит в экономико-статистический микрорегион Кампу-Майор. Население составляет 4656 человек на 2010 год. Занимает площадь 653,234 км². Плотность населения — 7,13 чел./км².

## Демография
Согласно сведениям, собранным в ходе переписи 2010 г. Национальным институтом географии и статистики (IBGE), население муниципалитета составляет:
| Полное население                               | Полное население                               | Полное население                               | Полное население                               | 4656  |
| ---------------------------------------------- | ---------------------------------------------- | ---------------------------------------------- | ---------------------------------------------- | ----- |
| в том числе:                                   | Городское население                            | 888                                            | Процент городского населения, %                | 19,07 |
|                                                | Сельское население                             | 3768                                           | Процент сельского населения, %                 | 80,93 |
|                                                | Мужское население                              | 2423                                           | Процент мужского населения, %                  | 52,04 |
|                                                | Женское население                              | 2233                                           | Процент женского населения, %                  | 47,96 |
| Плотность населения, чел/км²                   | Плотность населения, чел/км²                   | Плотность населения, чел/км²                   | Плотность населения, чел/км²                   | 7,13  |
| Население муниципалитета в % к населению штата | Население муниципалитета в % к населению штата | Население муниципалитета в % к населению штата | Население муниципалитета в % к населению штата | 0,15  |

По данным оценки 2016 года, население муниципалитета составляет 4767 жителей.

## История
Город основан 14 декабря 1995 года. 

## Статистика
- Валовой внутренний продукт на 2003 год составляет 9 902 765,00 реалов (данные: Бразильский институт географии и статистики).
- Валовой внутренний продукт на душу населения на 2003 год составляет 2222,84 реалов (данные: Бразильский институт географии и статистики).
- Индекс развития человеческого потенциала на 2000 год составляет 0,587 (данные: Программа развития ООН).